# Dirk Michaelis

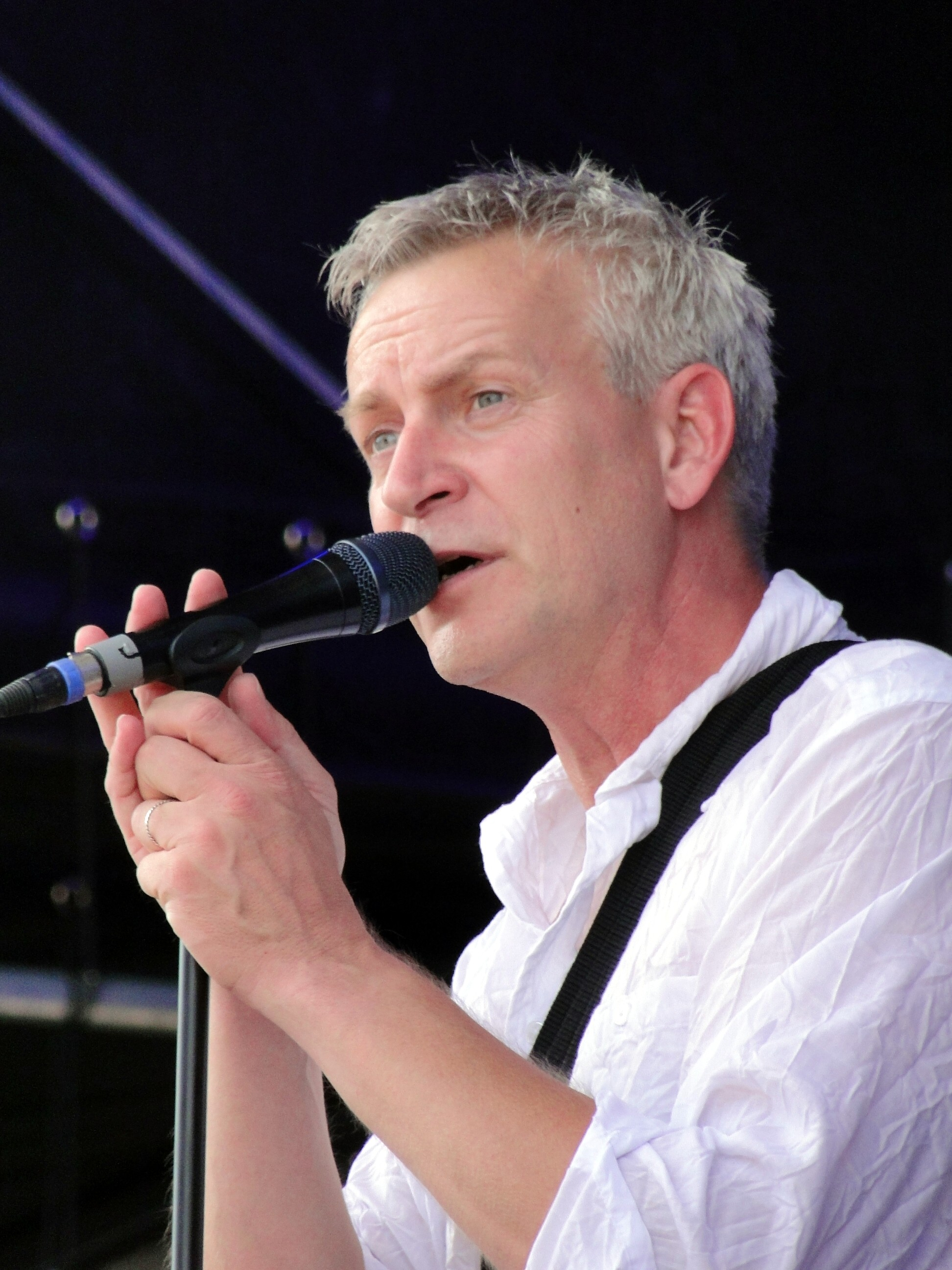
Dirk Michaelis bei einem Auftritt in Dresden 2012

Dirk Michaelis (* 26. November 1961 in Karl-Marx-Stadt) ist ein deutscher Sänger und Komponist. Von 1985 bis 1991 war er der Frontmann der Rockband Karussell. Als sein bekanntester Titel gilt die Ballade Als ich fortging.

## Leben
Dirk Michaelis’ Eltern waren Tänzer, sein Stiefvater war Gerd Michaelis (1933–2022), der Leiter des Gerd Michaelis Chors. Der gelernte Maurer besuchte die Musikschule Friedrichshain in Ost-Berlin. Seit 1980 reiste er als Amateurmusiker durch die DDR. Er bestritt seinen Lebensunterhalt in dieser Zeit unter anderem als Krankenpfleger und Kindergärtner.
Mit dem Einstieg bei der Gruppe Karussell 1985 als Sänger wurde er Berufsmusiker und verschaffte der Band vor allem mit seiner Komposition Als ich fortging (Text: Gisela Steineckert) den wohl größten Erfolg ihrer Geschichte. Die Musik zu diesem Titel, den er mit Bezug auf Paul McCartney als sein Yesterday bezeichnete, hatte er als Kind komponiert.
Nach Auflösung der Gruppe Karussell 1991 startete Dirk Michaelis seine Sololaufbahn. Auf seinem eigenen Label RCS (ROCKchanSONG) veröffentlichte er seit 1992 mehrere Tonträger, auf denen er anfänglich die bereits zu Karussell-Tagen begonnene Zusammenarbeit mit dem Texter Michael Sellin fortführte, sich aber immer stärker auch als Texter seiner Lieder profilierte. Seit 1993 tritt Dirk Michaelis hin und wieder gemeinsam mit den Sängern André Herzberg und Dirk Zöllner unter dem Namen „Die drei HIGHligen“ auf. 1997 steuerte Michaelis die Musik zur 54-teiligen Kinder- und Jugendserie Sprechstunde bei Dr. Frankenstein bei. Nach seinem Duett mit dem Startenor José Carreras wurde Dirk Michaelis im Juli 2009 von Carreras zum Botschafter der Deutschen José Carreras Leukämie-Stiftung ernannt. Außerdem engagiert er sich für das Kinderhilfswerk UNICEF.
Seit 2011 ist Dirk Michaelis beim Berliner Label Heart of Berlin unter Vertrag und veröffentlichte sein elftes Album unter dem Titel Dirk Michaelis singt … mit Welthits in deutscher Sprache. Die textlichen Neudichtungen stammen von Gisela Steineckert und Michael Sellin.
2018 veröffentlichte er über sein Label RockChanSong sein Album Mir gehörn.

## Privates
Dirk Michaelis hat zwei erwachsene Söhne und eine Tochter (* 2011). Er lebt in Berlin. Sein zehn Monate älterer Bruder war der Schauspieler und Synchronsprecher Torsten Michaelis (1961–2025).

## Stil
Dirk Michaelis’ künstlerisches Schaffen ist vor allem durch anspruchsvolle Texte bestimmt. Als Komponist bedient er sich unterschiedlicher musikalischer Mittel wie Rhythm and Blues, Traditional und Pop sowie vielseitiger Instrumentierung, so dass sich seine CDs stilistisch teilweise sehr unterscheiden.

## Diskografie

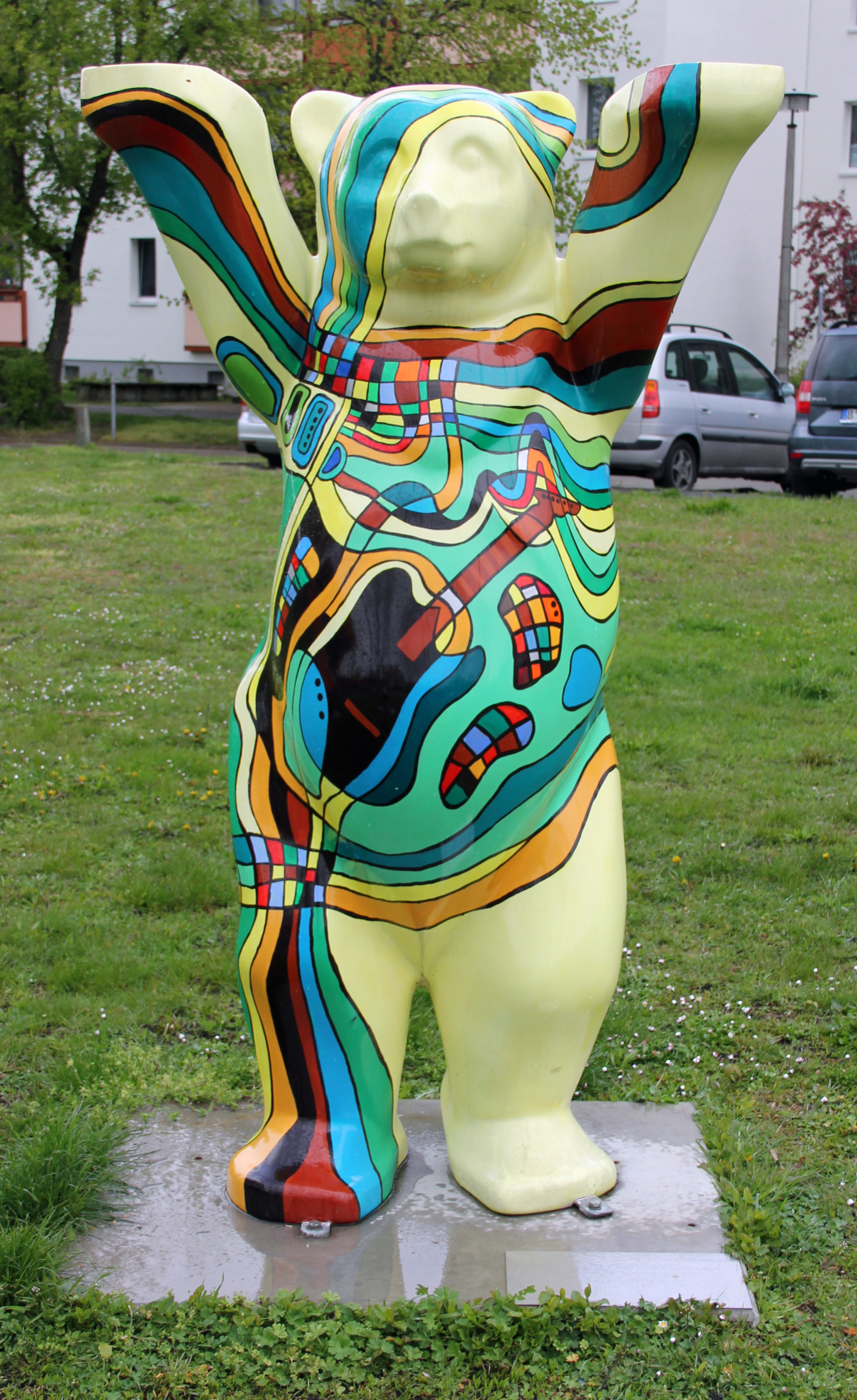
Von Dirk Michaelis gestalteter Buddy Bär, Egon-Erwin-Kisch-Straße 99, in Berlin-Neu-Hohenschönhausen

### Alben mit Karussell
- 1987: Café anonym
- 1989: Solche wie du
- 2002: Eigentlich geht’s uns gut (Neuveröffentlichung von Solche wie du)

### Alben mit den Drei HIGHligen
- 2000: Die Drei HIGHligen
- 2004: Die 3HIGHligen – HIGHLIVE

### Alben als Solokünstler
- 1992: Rockchansongs
- 1995: Pardon
- 1996: Dunblane
- 1998: Halleluja
- 2001: Adagio – best of…
- 2004: Solo
- 2007: XV [Fünfzehn]
- 2010: Glaube Liebe Hoffnung
- 2011: Dirk Michaelis singt …
- 2013: Dirk Michaelis singt … Nr. 2
- 2018: Mir gehörn

### Kompilationen
- 2007: Ostrock in Klassik
- 2007: Ostrock in Klassik – LIVE DVD

und zahlreiche weitere Veröffentlichungen auf Samplern, z. B.:
- 1994: Eloy: The Tides Return Forever